# محمد الرابع (سلطان عثماني)

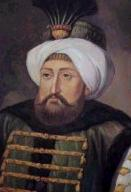
السلطان محمد الرابع

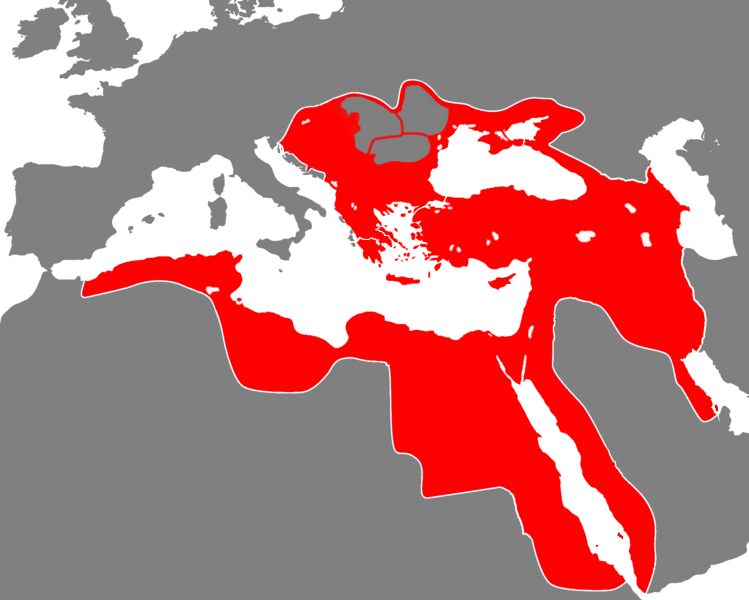
الدولة العثمانية في أقصى اتساع لها قرابة سنة 1683.

السلطان محمد الرابع بن إبراهيم الأول بن أحمد الأول بن محمد الثالث بن مراد الثالث بن سليم الثاني بن سليمان القانوني بن سليم الأول بن بايزيد الثاني بن محمد الفاتح بن مراد الثاني بن محمد الأول جلبي بن بايزيد الأول بن مراد الأول بن أورخان غازي بن عثمان بن أرطغرل.
عاش في(2 يناير 1642 - 1 يونيو 1693) وتولى الحكم في(12 أغسطس 1648 - 8 نوفمبر 1687)، وهو شقيق كلٍّ من السلطان سليمان الثاني والسلطان أحمد الثاني وأعمامة كلا من السلطان عثمان الثاني والأمير محمد بن السلطان أحمد والسلطان مراد الرابع والأمير بايزيد بن السلطان أحمد والأمير قاسم، وخلفه شقيقه السلطان سليمان الثاني. وبعد توليه الحكم أستكمل فتح جزيرة كريت ، كما قضى على فتنة سبتاي زيفي .
في الأيام الأخيرة من حكم السلطان العثماني إبراهيم خان الأول ساءت أحوال الدولة وازدادت الأمور سوءًا، واضطربت مالية البلاد، ونزع الجنود الإنكشارية إلى التدخل في شؤون الحكم وعمت الفوضى والقلاقل ، وحاول السلطان أن يعيد الأمور إلى نصابها ويقمع حالة الفوضى التي اجتاحت العاصمة إستانبول، ويقضي على رؤوس الفتنة من الإنكشاريين الذين تخلوا عن وظيفتهم في الدفاع عن البلاد، وتفرَّغوا لمناهضة السلطان ، لكن السلطان لم ينجح في عزمه ، وكان الإنكشاريون أسرع منه، فاشتدت ثورتهم التي اندلعت في (18 رجب 1058 هـ / 8 أغسطس 1648م)، ولم تنته ثورتهم إلا بخلع السلطان وتولية ابنه الطفل محمد بدلاً منه في منصب السلطنة.

## أسرته

### زوجاته
- رابعة كلنوش سلطان - Emetullah Rabia Gülnüş Sultan
- عفيفة قادين - Afife Sultan
- جيهان شاه - Cihanşah
- نوروز - Nevruz
- كولنار خاتون - Gülnar Hatun
- كولبياز خاتون - Gülbeyaz Hatun
- ذرية خاتون - Dürriye Hatun

### أبناؤه
- مصطفى الثاني - 1664-1703
- أحمد الثالث - 1673-1736
- شاهزاده سليم (ابن محمد الرابع) - 1659-1679
- شاهزاده محمود (ابن محمد الرابع)- مواليد 1660
- شاهزاده إبراهيم (ابن محمد الرابع) - 1665-1666
- شاهزاده بايزيد (ابن محمد الرابع) - 1678 عاش ثلاث أيام فقط
- شاهزاده سليمان (ابن محمد الرابع) - 1681-1685

### بناته
- خديجة سلطان -Hatice Sultan 1668-1743
- أمي سلطان - Ümmi Sultan
- ام غولسوم سلطان - 1672-1700 Ümmü Gülsüm Sultan
- جوهر سلطان - Gevher Sultan
- صفية سلطان - Safiye Sultan
- فاطمة سلطان (ابنة محمد الرابع) - Fatma Sultan توفيت 1700

## تولية السلطان محمد الرابع (فترة النيابة)
كان السلطان محمد الرابع حين جلس على عرش الدولة في السابعة من عمره، فقد ولد في (29 رمضان 1051 هـ / 1 يناير 1642م)، ولما كان صغيرًا فقد تولت جدته «كوسم مهبيكر» نيابة السلطنة، وأصبحت مقاليد الأمور في يديها، واستمرت فترة نيابتها ثلاث سنوات، ساءت فيها أحوال الدولة وازدادت سوءًا على سوء، واستبد الإنكشارية بالحكم، وسيطروا على شئون الدولة، وتدخلوا في تصريف أمورها، ولم يعد لمؤسسات الدولة معهم حول ولا قوة، وقد أطلق المؤرخون على هذه الفترة «سلطنة الأغوات».
وبعد مقتل السلطانة الجدة سنة 1062 هـ / 1651م لم يكن محمد الرابع قد بلغ السن التي تمكنه من مباشرة سلطاته وتولي زمام الأمور، فتولت أمه السلطانة خديجة تورخان نيابة السلطنة، وكانت شابة في الرابعة والعشرين، اتصفت على صغرها برجاحة العقل واتزان الرأي، ذات رأي وتدبير، تحرص على مصالح الدولة العليا التي أصبحت تعصف بها أهواء الانكشارية، ولذا شغلت نفسها بالبحث عن الرجال الأكفاء الذين يأخذون بيد الدولة، ويعيدون إليها هيبتها، وكانت تأمل في أن تجد صدرًا أعظم قديرًا يعتمد عليه السلطان في جلائل الأعمال، حيث توالى على هذا المنصب كثير من رجال الدولة الذين عجزوا عن الخروج بدولتهم من محنتها الأليمة.
وجدت السلطانة الشابة ضالتها المنشودة بعد خمس سنوات من البحث الدأوب في محمد باشا الكوبريللي، وهو من أصل ألباني، قوى الشكيمة، ورجل دولة من الطراز الأول، فاشترط لنفسه قبل أن يتولى هذا المنصب الرفيع أن يكون مطلق اليد في مباشرة سلطاته وألا تُغلّ يده، وكان لأول مرة يشترط وزير قبل أن يحصل على المنصب. فقبلت السلطانة هذا الشرط؛ حرصًا على مصالح الدولة، ورغبة في أن يعود النظام والهدوء إلى مؤسسات الدولة.

## محمد الرابع يباشر سلطاته (فترة آل كوبريللي)
باشر كوبريللي عمله في (26 من ذي القعدة 1066 هـ / 15 سبتمبر 1656م)، وأعلن أن السلطان محمد قد بلغ سن الرشد، وانتهت بذلك نيابة السلطانة الوالدة التي دامت خمس سنوات، وتوارت إلى الظل، ولم تتدخل في أمور السلطنة بعد أن اطمأنت أن مقاليد البلاد في يد أمينة، وانصرفت إلى أعمال الخير وتربية ولديها: سليمان وأحمد.
بدأ محمد باشا كوبريللي أعماله بإعادة هيبة الدولة، فضرب على يد الخارجين من الإنكشارية بيد من حديد، وأجبرهم على احترام النظام، والانشغال بعملهم والتفرغ للدفاع عن الدولة وحمايتها باعتبار أن هذا هو عملهم الأساسي ووظيفتهم الأولى، وليس لهم حق التدخل في شئون الدولة، وكان لسياسته الحازمة وميله إلى الشدة والترهيب فيما يتصل بأمور الدولة أثره في انتظام أمور الدولة واستتاب أمنها، ثم كلفه السلطان محمد الرابع بالدفاع عن الدولة أمام الأخطار المحدقة بها، فهزم البنادقة، وأخذ منهم جزيرة «لمنوس» وبعض الجزر الأخرى، وكان هؤلاء قد استولوا على هذه الجزر، واحتلوا مضيق الدردنيل، وفرضوا حصارًا بحريًا على الدولة، ومنعوا دخول المواد التموينية إلى إستانبول، فارتفعت الأسعار، وتدهورت الحالة الاقتصادية، ولولا نجاح كوبريللي في فك هذا الحصار لتعرضت الدولة إلى خطر فادح.

## سقوط قلعة نوهزل النمساوية
استمرت صدارة محمد كوبريللي خمس سنوات، نجحت الدولة في أثنائها أن تسترد عافيتها ويعود إليها بعض من هيبتها القديمة على الساحة العالمية، وبعد وفاته سنة 1072 هـ / 1661م أصدر السلطان محمد الرابع أن يتولى ابنه أحمد كوبريللي منصب الصدارة العظمى خلفًا لأبيه، وكان في السادسة والعشرين من عمره، ويعد أصغر من تولى هذا المنصب في تاريخ الدولة العثمانية، لكنه كان عظيم الكفاءة، متعدد المواهب، على دراية واسعة بالسياسة العالمية، وما إن تولى منصبه حتى أدرك أن جبهة الدولة الخارجية تحتاج إلى جهود كثيرة منه، فترك متابعة أمور الدولة الداخلية إلى قرة مصطفى باشا، وتحرك هو إلى إعلان الحرب على النمسا التي انتهزت فرصة انشغال الدولة العثمانية بأمورها الداخلية المضطربة، فاعتدت على حدود الدولة، وبنت عليها قلعة حربية، على الرغم من مخالفة ذلك للمعاهدة المعقودة بينهما، لكنها لم تستجب لنداءات الدولة العثمانية المتكررة.
تحرك الصدر الأعظم من أدرنة على رأس جيش هائل يبلغ نحو 120 ألف جندي، مزودين بالمدافع والذخائر والعتاد، حتى وصل إلى قلعة نوهزل الشهيرة، وكانت تقع شمال غرب يودابست، على الشرق من فيينا بنحو 110 كم، ومن براتسيلافا بنحو 80 كم، وكانت بالغة التحصين، فائقة الاستحكامات حتى أصبحت من أقوى القلاع في أوروبا، وما إن وصل كوبريللي إلى القلعة حتى ضرب عليها حصارًا قويًا دام سبعة وثلاثين يومًا، اضطرت القلعة بعدها إلى طلب الصلح والاستسلام، فوافق الصدر الأعظم، شريطة جلاء الحامية عن القلعة بغير سلاح ولا ذخيرة، فدخلها في 25 صفر 1074 هـ / 28 سبتمبر 1664م، وبعد استسلام هذه القلعة العظيمة استسلمت حوالي 30 قلعة نمساوية، واضطرت النمسا إلى طلب الصلح، ودفعت للدولة العثمانية غرامات حرب رزمية قدرها 200 ألف سكة ذهبية، وأن تبقى كافة القلاع التي فتحتها الجيوش العثمانية تحت سيادتها، وعاد كوبريللي إلى أدرنة مكللا بالنصر في 2 رمضان 1075 هـ / 17 مارس 1665م.

## فتح كريت
لم يكد يمضي سنتان على هذا النصر حتى كلف السلطان محمد الرابع قائده المظفر محمد باشا كوبريللي باستكمال فتح جزيرة كريت التي فتحها السلطان إبراهيم الأول لكن ظلت قلعة «كانديه» وبعض القلاع بالجزيرة تقاوم العثمانيين بسبب المساعدات التي تتلقاها من بلاد أوروبا.
تحرك كوبريللي على رأس أسطول بحري إلى جزيرة كريت، وضرب حصارًا حول كانديه في رمضان 1077 هـ / مارس 1667م ودام الحصار نحو سبعة أشهر صمدت خلالها القلعة ثم عاود الحصار مرة أخرى في 8 محرم 1079 هـ / 18 يونيو 1668م) لكنه طال هذه المرة، حتى تجاوز العامين، وفي النهاية تنازلت البندقية عن كانديه بما فيها من مدافع وأسلحة للدولة العثمانية، وأصبحت كريت تابعة للدولة العثمانية، وقضى كوبريللي وقتًا بعد الفتح في إصلاح القلاع والأسوار والأبنية، ثم غادر الجزيرة في 14 من ذي الحجة 1080 هـ / 5 مايو1670م بعد أن ظل بها ثلاث سنوات ونصف السنة.
في أثناء تولي كوبريللي الصدارة العظمى دخلت بلاد القوقاز جنوبي روسيا في حماية الدولة العثمانية، فلما حاولت بولونيا الاعتداء على بلاد القوقاز استنجدت بالدولة العثمانية التي تحركت على الفور لنجدتها، وأجبرت ملك بولونيا على طلب الصلح.

## الحملة على روسيا
نشبت الحرب مع روسيا بسبب الصراع حول الأراضي الأوروبية الشرقية (في أوكرانيا حاليا). فغادر السلطان محمد الرابع وقرة مصطفى باشا الصدر الأعظم الذي تولى المنصب بعد وفاة كوبريللي في 24 رمضان 1087 هـ 30 أكتوبر 1676م إستانبول على رأس حملة هائلة هي الحملة الأولى لسلطان عثماني على روسيا في 8 ربيع الأول 1089 هـ / 30 مارس 1678م)، حتى بلغت قلعة جهرين (في أوكرانيا حالياً) (بالأوكرانية: Чигири́н) (الروسية: Чигири́н) وتُكتب (Chyhyryn أو Chigirin)، فضربت حولها حصارًا، وكانت قلعة محصنة، وكان يدافع عنها جيش روسي ضخم يقدر بمائتي ألف جندي، لكن القلعة سقطت بعد اثنين وثلاثين يومًا، وقُتل من الجيش الروسي 20 ألف جندي، ثم عاود السلطان محمد الرابع حملة ثانية على روسيا بعد عامين من حملته الأولى، لكنها انتهت بعقد معاهدة أدرنة بين الدولتين في 22 محرم 1092 هـ / 11 فبراير 1681م، واتفق الطرفان على أن تقسم الأراضي الأوروبية الشرقية (أوكرانيا) بين العثمانيين والروس، على أن يكون القسم الأكبر من البلاد تحت الحكم العثماني، وأن تستمر روسيا في تقديم الضريبة السنوية إلى بلاد القرم التابعة للعثمانيين، وأن تدفع المبالغ المتراكمة عليها خلال سنوات الحرب مرة واحدة.

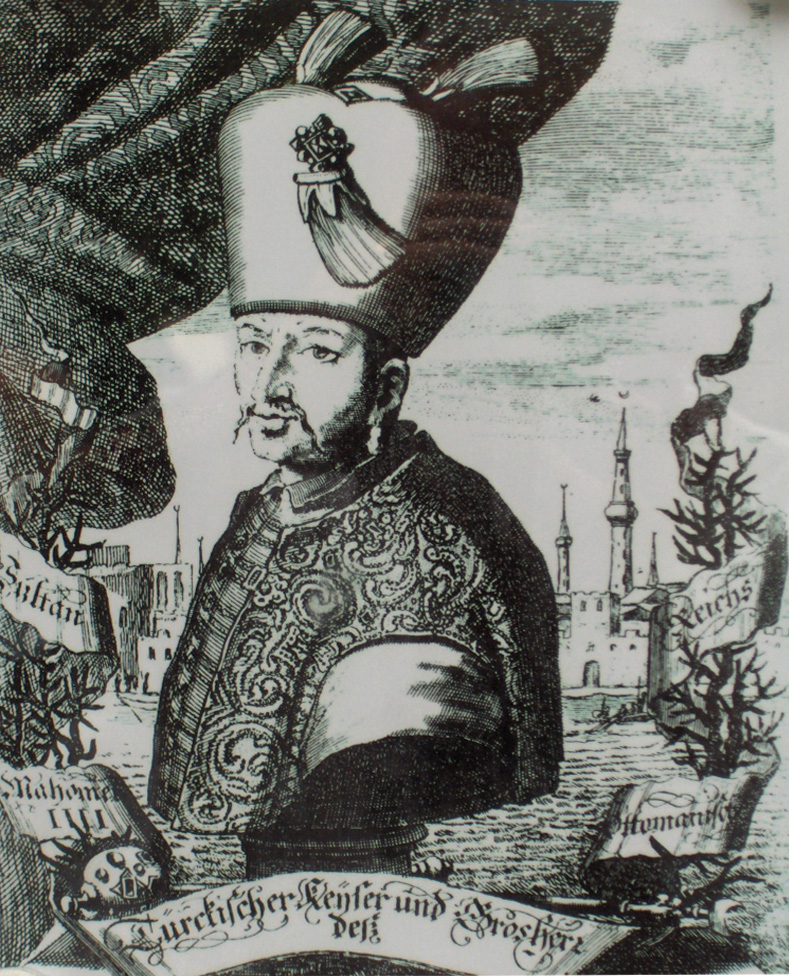
السلطان محمد الرابع، حصار فيينا

## حصار فيينا للمرة الثانية
كانت الدول الأوربية قد تألبت على الدولة العثمانية وأفزعها ما بلغته من قوة، فأخذت تتحرش بها، وكانت النمسا تقف في مقدمة الدول المناوئة لها، فاتخذت الدولة قرارها بتوجيه ضربة قوية للنمسا حتى تكف يدها عن التدخل في شئون المجر التي كانت خاضعة للدولة العثمانية.
وفي 19 رجب 1094 هـ / 14 يوليو 1683م وصل الجيش العثماني بقيادة قرة مصطفى باشا إلى فيينا، وضرب عليها حصارًا شديدًا، استمر الحصار شهرين تهدمت في أثنائه أسوار المدينة المنيعة، واستشهد آلاف العثمانيين الطامعين في نيل شرف الفتح، وانزعج البابا بعد أن أدرك خطورة الموقف، وتحركت أوروبا لنداءاته، وجاءت الإمدادات والمساعدات إلى فيينا، واستطاعت أن تعبر جسر «الدونة» إلى المدينة المحاصرة، وكان الإقدام على هذا العمل خطورة كبيرة لأن الجسر كان تحت سيطرة العثمانيين، لكن خان القرم المكلف بحماية الجسر لم ينسفه عند مرور هذه القوات وتركها تعبر في سلام إلى المدينة، في واحدة من أكبر الخيانات التي شهدها التاريخ العثماني، ولما نشب القتال انشغل الجيش بمحاولة اقتحام المدينة وهرب الوزير إبراهيم باشا بجزء كبير من الجناح الأيمن للجيش فانهزم العثمانيون وفكوا حصارهم عن فيينا في 20 رمضان 1094 هـ / 12 سبتمبر 1683م، ودقت كنائس فيينا أجراسها فرحة بهذا النصر، وجاوبتها كافة أجراس العالم المسيحي.

## نهاية السلطان محمد اخر الفاتحين (فترة النكبات)
تلقى محمد الرابع أنباء هذه الهزيمة المدوية ولم يفعل شيءًا سوى أن بعث بمن قتل الصدر الأعظم الكفء قرة مصطفى باشا تحت تأثير بعض الوشاة والكارهين للصدر الأعظم وذلك في 6 محرم 1095 هـ / 25 ديسمبر 1683م، وبدأ يسعى لاسترداد بعض ما فقدته الدولة في المجر، لكنه لم ينجح، وتلقى صدره الأعظم سليمان باشا هزيمة منكرة في سهل موهاكس أمام التحالف المقدس في 3 شوال 1098 هـ / 12 أغسطس 1687م.
كان من نتائج الهزائم المتتابعة التي لحقت بالدولة العثمانية في أواخر عهد محمد الرابع أن ثار الجيش في وجهه، وقام بخلعه في 3 محرم 1099 هـ / 8 نوفمبر 1687م بعد أن دامت سلطنته نحو أربعين سنة، وكانت الدولة في تاريخ خلعه قد فقدت كثيرًا من أراضيها للبنادقة والنمساويين، وتولى بعده أخوه سليمان الثاني، ودخلت الدولة العثمانية في عصر توقف الفتوح.